# José Villegas
Pour les articles homonymes, voir Villegas.
José Efrén Villegas Tavares, surnommé Jamaicón, né le 20 juin 1934 à Guadalajara au Mexique et mort le 24 décembre 2021, est un joueur de football international mexicain, qui évoluait au poste de défenseur.

## Biographie

### Carrière en club
Avec le Chivas de Guadalajara, il remporte 8 titres de champion du Mexique et une Coupe des champions de la CONCACAF.

### Carrière en sélection
Avec l'équipe du Mexique, il joue 20 matchs, sans inscrire de but, entre 1956 et 1962. 
Il figure dans le groupe des sélectionnés lors des coupes du monde de 1958 et de 1962. Lors du mondial 1958, il joue un match contre la Suède. Lors du mondial 1962, il dispute une rencontre face au Brésil.

## Palmarès
Chivas
| - Championnat du Mexique (8) : - Vainqueur : 1956-57, 1958-59, 1959-60, 1960-61, 1961-62, 1963-64, 1964-65 et 1969-70. - Coupe du Mexique (2) : - Vainqueur : 1962-63 et 1969-70. |  | - Supercoupe du Mexique (7) : - Vainqueur : 1957, 1959, 1960, 1961, 1964, 1965 et 1970. - Ligue des champions (1) : - Vainqueur : 1962. - Finaliste : 1963. |